# Synchrogazer
Synchrogazer – dwudziesty szósty singel japońskiej piosenkarki Nany Mizuki, wydany 11 stycznia 2012. Utwór tytułowy wykorzystano jako opening anime Senki Zesshō Symphogear, a utwór Love Brick został użyty jako piosenka przewodnia dramy Switch Girl!!. Singel osiągnął 2 pozycję w rankingu Oricon i pozostał na liście przez 15 tygodni,sprzedał się w nakładzie 79 505 egzemplarzy.

## Lista utworów
| Nr | Tytuł                   | Słowa                         | Kompozycja        | Aranżacja         | Czas |
| -- | ----------------------- | ----------------------------- | ----------------- | ----------------- | ---- |
| 1. | "Synchrogazer"          | Nana Mizuki                   | Noriyasu Agematsu | Noriyasu Agematsu | 4:27 |
| 2. | "Love Brick"            | meg rock, Nana Mizuki, SAYURI | Hitoshi Fujima    | Hitoshi Fujima    | 4:44 |
| 3. | "Risōron" (jap. 理想論) | Shōko Fujibayashi             | Yu-pan            | Hitoshi Fujima    | 4:56 |

## Notowania
| Lista                           | Pozycja |
| ------------------------------- | ------- |
| Oricon Weekly Singles Chart     | 2       |
| Billboard Japan Hot 100         | 2       |
| Billboard Hot Singles Sales     | 2       |
| Billboard Hot Animation         | 1       |
| Billboard JAPAN Hot Top Airplay | 44      |
| FRIDAY SUPER COUNTDOWN 50       | 1       |
| Music Station                   | 6       |
| CDTV                            | 3       |